# Chainarong Tathong
Chainarong Tathong (Thai: ชัยณรงค์ ทาทอง; * 31. Januar 1987 in Sisaket) ist ein ehemaliger thailändischer Fußballspieler.
Chainarong Tathong ist der Bruder von Wuttichai Tathong.

## Karriere

### Verein
Seine fußballerische Laufbahn begann 2007 in Bangkok beim Jugendteam von BBCU F.C. Hier spielte er zwei Jahre, bevor er 2009 vom Jugendteam in die Seniorenmannschaft wechselte. Für BBCU F.C. spielte er 78 Mal und schoss 23 Tore. 2012 wechselte er zu Muangthong United. Für Muangthong United lief er acht Mal auf und schoss zwei Tore. 2013 wurde er an Army United ausgeliehen. Hier spielte er 26 Mal und schoss neun Tore. 2015 erfolgte eine Leihe zu Osotspa Samut Prakan, dem heutigen Viertligisten Jumpasri United FC. Für Osotspa spielte er 24 Mal und traf drei Mal das Tor. 2016 wurde er zu BEC-Tero Sasana ausgeliehen. Für den Thai-League-Club spielte er vier Mal und schoss ein Tor. Nach der Hinserie erfolgte eine weitere Ausleihe an den Zweitlisten PTT Rayong. Für PTT lief er in der Rückserie zehn Mal auf und schoss sieben Tore. 2017 unterschrieb er einen Vertrag bei Pattaya United, die in der ersten Liga Thailands, der Thai League, spielen. Hier erzielte er drei Tore in 19 Spielen. 2018 wurde er wieder an PTT Rayong ausgeliehen. Für PTT lief er 21 Mal auf und schoss sieben Tore. Er war maßgeblich am Aufstieg des Vereins von der Zweiten Liga in die Erste Liga beteiligt. Nach der Saison schloss er sich den Drittligisten Simork FC an. Der Verein spielt in der dritten Liga, der Thai League 3 – Lower Region. Der Verein ist in Suphanburi beheimatet und ist das sog. Reserveteam von Suphanburi FC. Nachdem der Verein gesperrt wurde, unterschrieb er zur Rückserie 2019 einen Vertrag in Sattahip beim Zweitligisten Navy FC. Nach 15 Zweitligaspielen für die Navy beendet er Ende 2019 seine Karriere als Fußballspieler.

### Nationalmannschaft
2014 bestritt Tathong drei Partien für die thailändische Fußballnationalmannschaft.

## Erfolge und Auszeichnungen

### Erfolge
Muangthong United
- Thai Premier League: 2012

PTT Rayong FC
- Thai League 2: 2018  ▲

### Auszeichnungen
Thai Premier League Division 1
- Torschützenkönig: 2010 (19 Tore/Chula United FC)